# Jón Þorkelsson (født 1859)
Jón Þorkelsson forni (født 16. april 1859 i Skaftártunga, død 10. februar 1924) var en islandsk litteraturhistoriker. Hans digternavn var "Fornólfur".
Jón Þorkelsson blev student 1882, dr.phil. 1888 og landsarkivar i Reykjavik 1900. Han udgav doktorafhandlingen Digtningen paa Island i 15. og 16. Aarhundrede (1888), bind II-IV af "Diplomatarium Islandicum" samt adskillige personalhistoriske og genealogiske arbejder. Endvidere udgav han Stefán Ólafssons digte og 1891-1896 det illustrerede månedsskrift Sunnanfari.